# Juego de la oca
El juego de la oca es un juego de mesa para dos o más jugadores. Cada jugador tira un dado y avanza su ficha (de acuerdo al número obtenido) por un tablero en forma de caracol con 63 casillas (o más), con dibujos. Dependiendo de la casilla en la que se caiga, se puede avanzar o por el contrario retroceder, y en algunas de ellas está indicado un castigo o un premio. En su turno cada jugador tira 1 o 2 dados (dependiendo de las distintas versiones) que le indican el número de casillas que debe avanzar. Gana el juego el primer jugador que llega a la casilla 63, «el jardín de la oca». 

## Historia
Las primeras versiones comerciales del juego aparecieron en la década de 1880 y estaban decoradas con motivos alusivos a la época, como por ejemplo niños con vestidos del momento. Se supone que la primera versión fue un juego de mesa regalado por Francisco I de Médici de Florencia a Felipe II de España entre 1574 y 1587.  El ejemplar más antiguo  que se conoce de este juego data del 1640 realizado en madera de origen veneciano.

## Casillas especiales

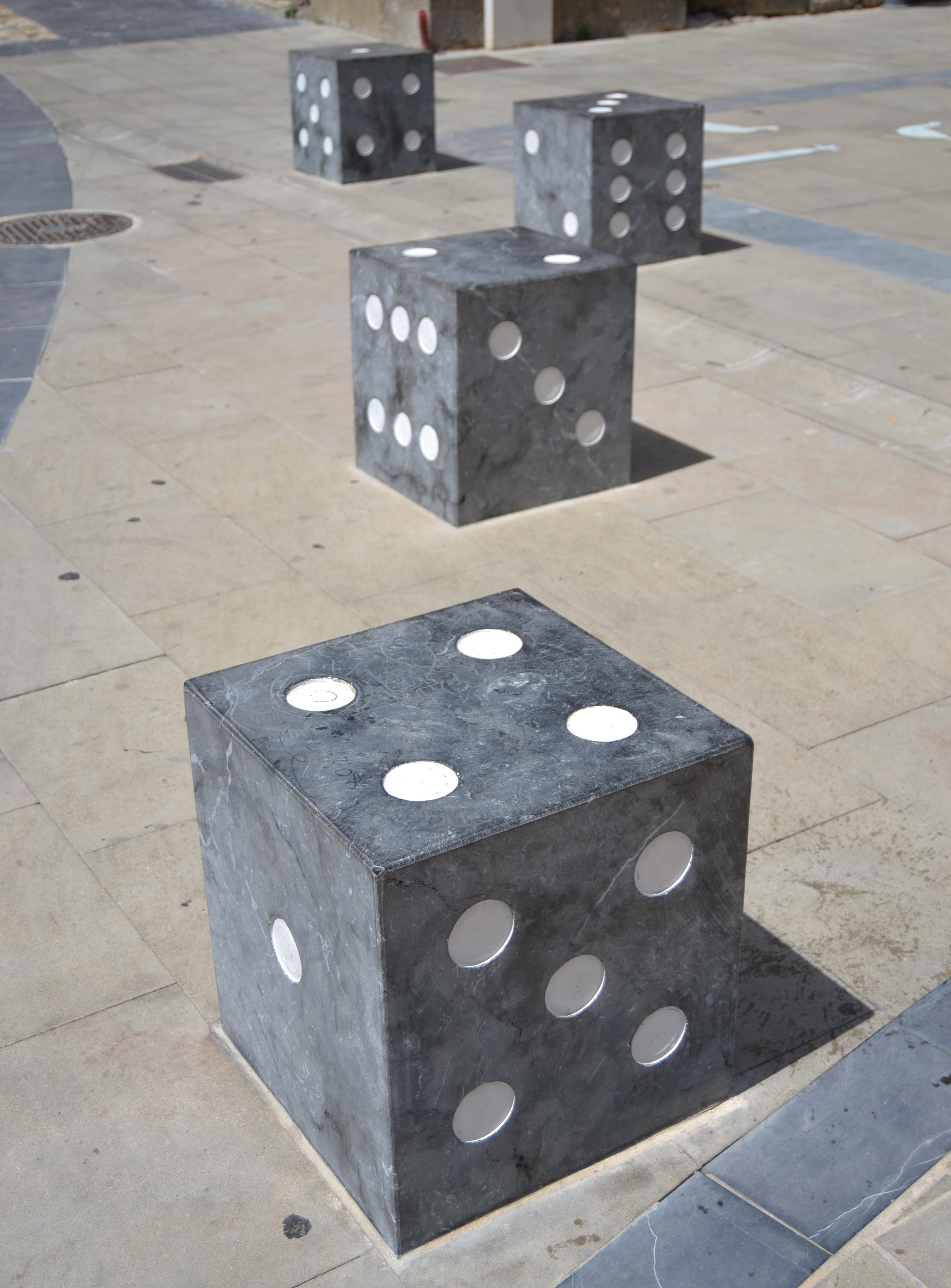
Juego de la oca gigante en la Plaza de Santiago (Logroño)

Hay diversas versiones del juego, con casillas distintas y ubicaciones distintas, aunque la mayoría posee estas casillas:

### La oca
Se  encuentran ubicadas en las casillas: 10, 20, 30, 40, 50, y 60. Cuando se cae en una de estas casillas, se avanza hasta la siguiente oca y se vuelve a tirar el dado ("de oca a oca y tiro porque me toca")

### Los puentes
Se encuentran normalmente ubicados en las casillas 6 y 12. Si se cae en un puente se mueve la ficha al otro puente y se vuelven a tirar los dados diciendo "de puente a puente y tiro porque me lleva la corriente", similar a lo que se dice con las ocas. Es decir si se cae en la casilla 6 se avanza a la 12 y si se cae en la 12 se retrocede a la 6, tirando de nuevo los dados en ambos casos.

### La posada
Se encuentra normalmente ubicada en la casilla 19. Cuando se cae en esta casilla, no puedes tirar hasta que caiga otro jugador.

### Los dados
Se encuentran normalmente ubicados en las casillas 26 y 53. Cuando se cae en una de estas dos casillas, se suma el valor de los dados que aparezcan en la casilla con el valor del dado tirado, se avanza ese número de casillas y se vuelve a tirar diciendo "De dado a dado y tiro porque me ha tocado", "De dados a dados y tiro porque son cuadrados" o "De dados a dados y tiro por los soldados"

### El pozo de bronce
Se encuentra normalmente ubicado en la casilla 31. Cuando se cae en esta casilla, permanecer el jugador sin jugar hasta que otro pase por la casilla.

### El laberinto
Ubicado en la casilla 42, cuando se cae en el laberinto, pierdes 4 turnos.

### La cárcel
Ubicada en la casilla 52, cuando se cae en la cárcel, la ficha queda inmovilizada hasta que otro jugador caiga  y te rescate, quedando éste atrapado.

### La calavera o la muerte
Ubicada en la casilla 58, cuando se cae en la calavera o muerte, se vuelve a empezar desde la casilla de inicio.

### Jardín de la oca
Ubicado en la casilla 63 (meta). Para poder llegar a esta casilla, hay que obtener los puntos exactos con el dado, de lo contrario retrocederás tantas casillas como puntos sobren.

## Juego con dos dados
Se usa una regla adicional sólo al inicio de la partida, en la que si se saca una suma de 9 cuando se está en la casilla de salida, se avanza a la casilla que muestra los dados dibujados con esos mismos puntos:
- si los dados son 3 y 6, se salta a la casilla 26
- si los dados son 5 y 4, se salta a la casilla 53

A partir de la casilla 60 sólo se usa un dado.

## Origen
Existen tres versiones sobre su origen:
- Podría ser una creación de los griegos durante el asedio a Troya. Esta teoría se basa en el disco de Festo, procedente del 2000 a. C., que podría ser un tablero del juego.
- Otros piensan que nació en la Florencia de los Médici y que luego se extendió por las cortes de Europa.
- La última teoría afirma que lo crearon los templarios en el siglo XII inspirándose en el Camino de Santiago. Según esta teoría, el juego sería una guía de los eventos, lugares y peligros que los peregrinos se encontrarían a lo largo de la ruta. Esta teoría también se apoya en las numerosas referencias en el arte a lo largo del camino al símbolo de la oca y su representación.[2] También se le relaciona con los buenos constructores en la época de Alfonso I el Batallador.

## Juego de la oca en la televisión
El gran juego de la oca fue también un programa de juegos de la televisión española.

## Versiones
Existe una versión relacionada con los juegos de beber, llamada: Ocalimocho.